# タンピコ橋
タンピコ橋 (Tampico Bridge, スペイン語: Puente Tampico) は、メキシコのメキシコ湾に近いタマウリパス州タンピコの、パヌコ川に架かる自動車用斜張橋である。橋は1988年に開通し、メキシコのエンジニアカンパニーであるCOMECのModesto Armijoによって設計された。メキシコ湾で発生するハリケーンにも耐えうる設計である。橋は、タマウリパス州とベラクルス州を結んでいる。
橋では、直交異方性のスチールデッキ梁が、長さ360mのメインスパンを有する中央部分に使用されており、残りのスパンには、プレストレスト・コンクリートの梁が使われている。このスチールとコンクリートのデッキ梁は、どちらも同じ外付けの形状である。この構造の原理は、後にフランスのノルマンディー橋（756mのメインスパンを有する）にも使用されている。
ハリケーンによる暴風雨の中での橋の動きの分析によって、橋の構造が改正されており、橋に架かる負担をコントロールできる形状になっている。これは、フランスの「Scanner」というコンピュータプログラムを使って、SogelergのAlain Chauvinが生み出した。